# الزونی
الزونی (به فرانسوی: Alzonne) یک کامین در فرانسه است که در Canton of Alzonne واقع شده‌است.

## خصوصیات
الزونی ۲۲٫۳۸ کیلومترمربع مساحت و ۱٬۳۰۳ نفر جمعیت دارد و ۱۲۹ متر بالاتر از سطح دریا واقع شده‌است.